# Donne in affari
Donne in affari (Good Bones) è un docu-reality statunitense, in onda dal 2016 al 2023 su HGTV e trasmesso in Italia dalla versione italiana della rete.

## Format
La trasmissione segue l'attività di Karen E. Laine e di sua figlia Mina Starsiak Hawk. Mina è nata il 26 novembre 1987 a Indianapolis, negli Stati Uniti d'America. Le due si occupano di ristrutturazioni di abitazioni nei quartieri di Fountain Square e Bates Hendricks nella città d'Indianapolis. In ogni episodio acquistano case fatiscenti per ristrutturarle incorporando spazi verdi e opere d'arte di artisti locali per dare maggior personalità. All'interno del programma televisivo vengono evidenziati i membri della loro squadra incluso il capo appaltatore Lenny ed il fratello di Mina, Ted. Il 4 ottobre 2019, Karen ha annunciato il suo ritiro dalla società di ristrutturazione della famiglia, Two Chicks and a Hammer, per trascorrere più tempo con il marito Roger. Sarà ancora nella quinta stagione di "Donne in affari", concentrandosi su progetti fai-da-te.

## Episodi
| Edizione         | Episodi | Prima TV USA | Prima TV Italia |
| ---------------- | ------- | ------------ | --------------- |
| Prima edizione   | 11      | 2016         | 2017            |
| Seconda edizione | 13      | 2017         | 2022            |
| Terza edizione   | 13      | 2018         | Inedita         |
| Quarta edizione  | 16      | 2019         | Inedita         |
| Quinta edizione  | 14      | 2020         | Inedita         |
| Sesta edizione   | 14      | 2021         | Inedita         |

### Stagione 1
| nº | Titolo                                | Prima TV USA | Prima TV Italia |
| -- | ------------------------------------- | ------------ | --------------- |
| 1  | Casa minuscola, enorme trasformazione | 2016         | 2017            |
| 2  | Una vecchia casa vittoriana           | 2016         | 2017            |
| 3  | Una piccola casa bungalow             | 2016         | 2017            |
| 4  | Una grande trasformazione             | 2016         | 2017            |
| 5  | Fare spazio                           | 2016         | 2017            |
| 6  | Nuove case per vecchi vicini          | 2016         | 2017            |
| 7  | Ricongiungimento famigliare           | 2016         | 2017            |
| 8  | Rifatta, da capo a piedi              | 2016         | 2017            |
| 9  | Duplex. doppio problema               | 2016         | 2017            |
| 10 | Nuovi clienti in campagna             | 2016         | 2017            |
| 11 | Best of                               | 2016         | 2017            |